# داستان ترسناک آمریکایی: آخرالزمان

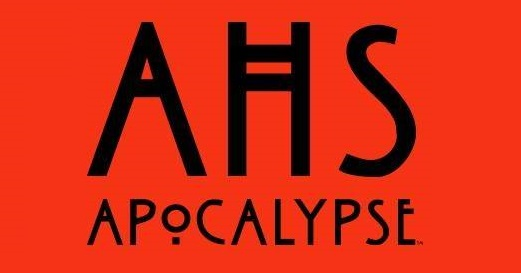
نشان‌وارهٔ رسمی داستان ترسناک آمریکایی: آخرالزمان

داستان ترسناک آمریکایی: آخرالزمان (به انگلیسی: American Horror Story: Apocalypse) عنوان فصل هشتم از داستان ترسناک آنتولوژی مجموعه تلویزیونی داستان ترسناک آمریکایی از شبکه تلویزیونی اف‌ایکس است که توسط رایان مورفی و برد فالچوک ساخته شده‌است. این مجموعه نخستین‌بار ۱۲ سپتامبر ۲۰۱۸ به نمایش درآمد و ۱۴ نوامبر ۲۰۱۸ نمایش آن به پایان رسید. این فصل در واقع داستانی را در بین مقطع‌های فصل اول و سوم روایت می‌کند. تعداد اپیزودهای این فصل ۱۰ قسمت است. آخرالزمان نقدهای مثبتی را دریافت کرد و از نظر منتقدان این فصل نسبت به دیگر فصل‌ها بهبودیافته تر بود. این سریال در فصل هشتم خود نامزد دریافت ۲۰ جایزه شده که پنج نفر از آنها برنده شدند، از جمله بازیگر مهمان برجسته در سریال درام برای جسیکا لانگ.

## بازیگران
بازیگران بازگشته از فصل‌های قبلی عبارتند از: سارا پالسون، ایوان پیترز، آدینا پورتر، بیلی لورد، لزلی گروسمن، اما رابرتز، شاین جکسون، کتی بیتس، بیلی آیچنر، اریکا اروین، فرانسیس کانروی، تایسا فارمیگا، گابوری سیدیبه، لیلی راب، استیو نیکس، دیلن مک درموت، کانی بریتون، جسیکا لنگ، نائومی گروسمن، جیمی بروئر و آنجلا باست به همراه بازیگر جدید کودی فرن.

## خلاصه داستان
داستان دربارهٔ ضدمسیح است که دنیا را به وسیله بمب‌های هسته ای به آخر می‌رساند و بشریت را به نابودی می‌کشاند. در این بین ساحران سعی می‌کنند تا روند آخرالزمان را معکوس و ضدمسیح که با نام مایکل لنگدون خود را در قالب یک ساحر بسیار قدرتمند پنهان کرده بگیرند.